# Nødnett

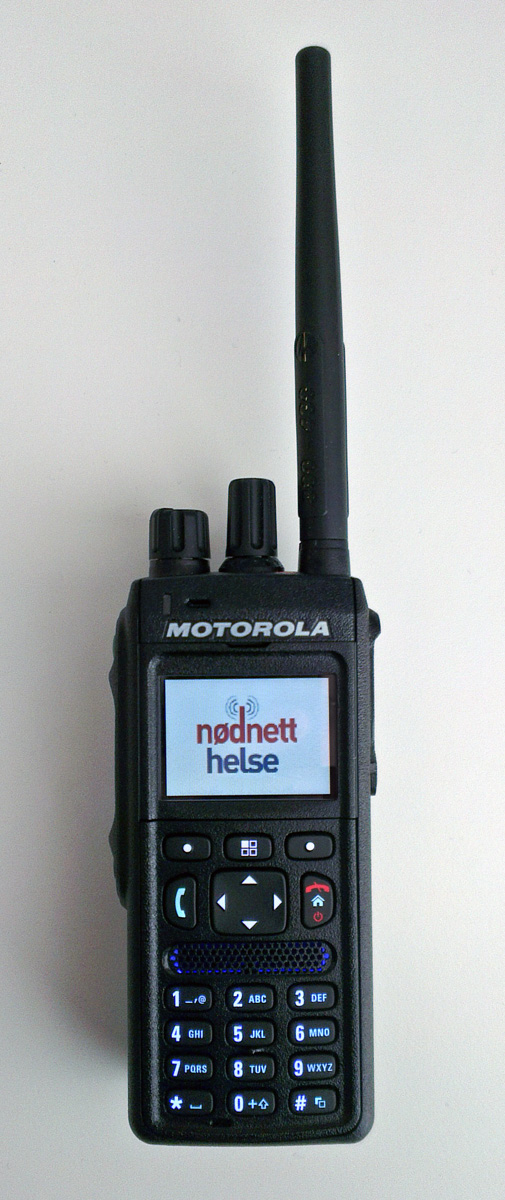
Bärbar TETRA-telefon, en av typ av terminal som kan användas i Nødnett

Nødnett är ett TETRA-baserat digitalt radiokommunikationsnät för nöd- och beredskapstjänster i Norge. 
Norge bildade i januari 2007 myndigheten Direktoratet for nødkommunikasjon under Justisdepartementet för att ansvara för uppbyggnad och förvaltning av ett kommunikationsnät för så kallade blåljus-organisationer, det vill säga i första hand polis, brandkårer och ambulanssjukvård. En första etapp hade skett med ett försöksnät i 54 kommuner i det centrala Östlandet, vilket öppnades i augusti 2010. Stortinget beviljade i december 2006 medel för ett nät över hela Norge, vilken påbörjades i juni 2011 och planeras bli klart 2015.[uppföljning saknas] Nødnett är också tänkt att kunna användas av till exempel försvaret, civilförsvaret, kriminalvården och vissa frivilligorganisationer.
Motorola Solutions är huvudentreprenör för nätet, vilken beräknas omfatta omkring 2.000 basstationer och som beräknas ha 40.000 användare när det är utbyggt. Combitech har ett stort konsultuppdrag för uppbyggnaden. Den valda tekniken är TETRA, vilket också medför att krypteringen innehåller bakdörrar. 

## Ihopkoppling med RAKEL i Sverige
Ett projekt påbörjades 2012 mellan norska Direktoratet for nødkommunikasjon och svenska Myndigheten för samhällsskydd och beredskap för att möjliggöra användning av motsvarande nät över nationsgränsen för samverkan mellan användare i Sverige och Norge, vilket är tekniskt möjligt eftersom bägge baseras på samma tekniska standard.
Projektet resulterade i att Nødnett och Rakel 2016 blev de två första sammankopplade nationella radiokommunikationsnäten för nöd- och beredskapstjänster. I samband med att sammankopplingen blev klar genomfördes en övning med 350 deltagare för att testa systemen.